# エミリア＝ロマーニャ州の食文化
エミリア＝ロマーニャ州の食文化（Cuisine of Emilia-Romagna）では、イタリア・エミリア＝ロマーニャ州の食文化について概説する。

## 概要
大きく分けると、エミリア＝ロマーニャ州の東側、アドリア海の海産物を利用したシーフード料理や素朴な田舎料理が特徴となっているロマーニャ料理と、ラザニアやラビオリといったパスタ料理で知られる西側のエミリア料理とに分けられる。
イタリアはパスタの生産と消費において世界的も首位の存在であり、多彩なパスタの形状や種類、ソースとの組み合わせがあることで知られる。ざっと350種類もの異なる形をしたパスタがイタリアには存在するとされ、それぞれのパスタに独自の料理に関する伝統がある。パスタは、イタリア20州のあるゆる場所でメニューに記載があるが、なかでも載っているが、エミリア＝ロマーニャ州は「パスタの中心地」と多くの人に考えられており、「美食の地（Food Valley）」とも称されている。州都ボローニャも「美食の都」として知られる。
エミリア＝ロマーニャ州産の食材としては、パルミジャーノ・レッジャーノ（パルメザンチーズ）、パルマの生ハム・プロシュット・ディ・パルマ、バルサミコ酢が広く知られる。

## 代表的な料理
- コッピア・フェラレーゼ - フェラーラ特産のパン[1]。「H」形や「X」形をしているのが特徴[1]。IGP（イタリア語版）にも認定されている[1]。
- コテキーノ・モデナ（イタリア語版） - モデナのコテキーノ。レンズ豆は欠かせない[5]。
- コトレッタ・アッラ・ボロネーゼ - 生ハムとチーズを乗せ、ソースをかけたコトレッタ[3]。

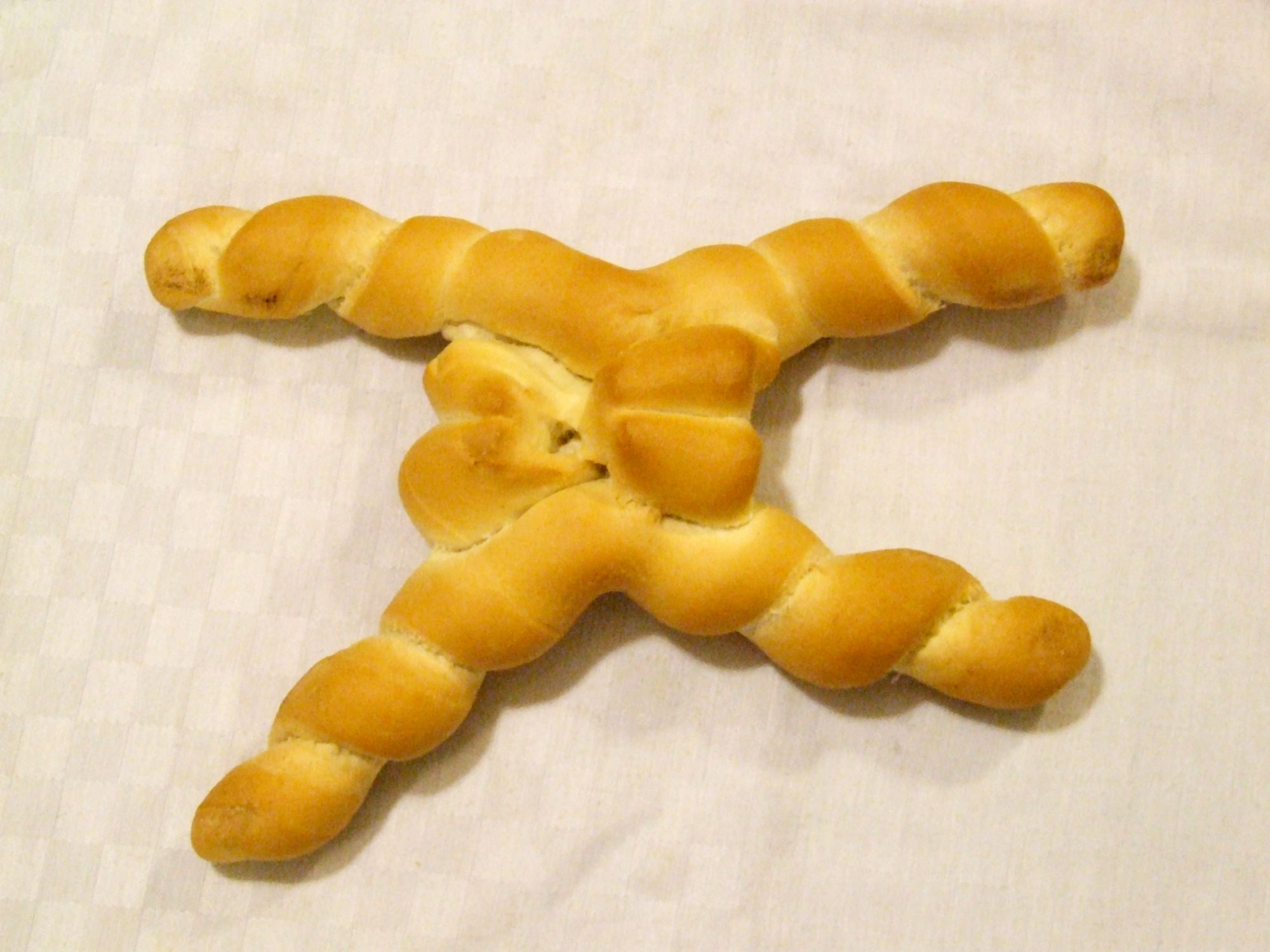
コッピア・フェラレーゼ
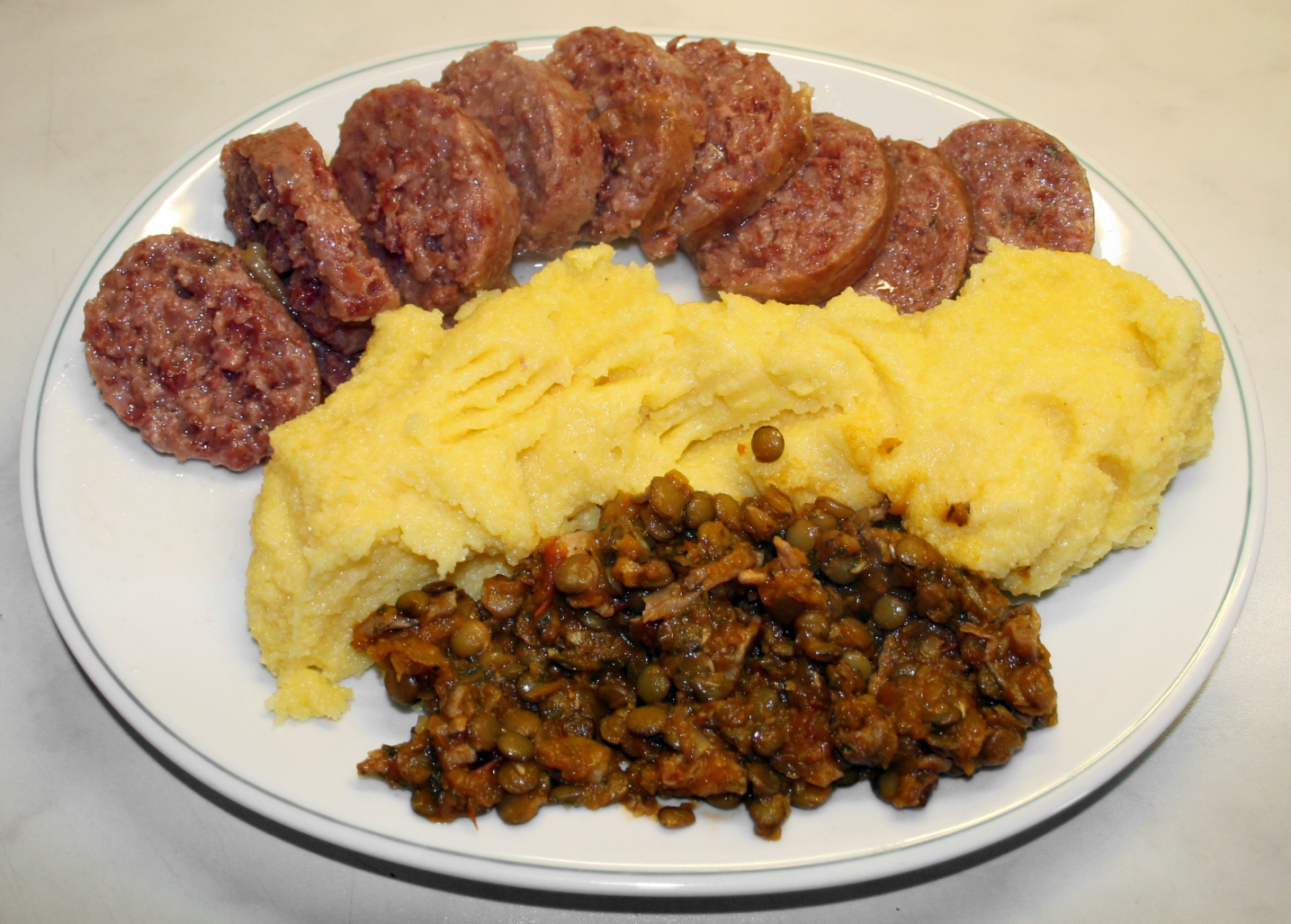
コテキーノ・モデナ ポレンタとレンズ豆添え
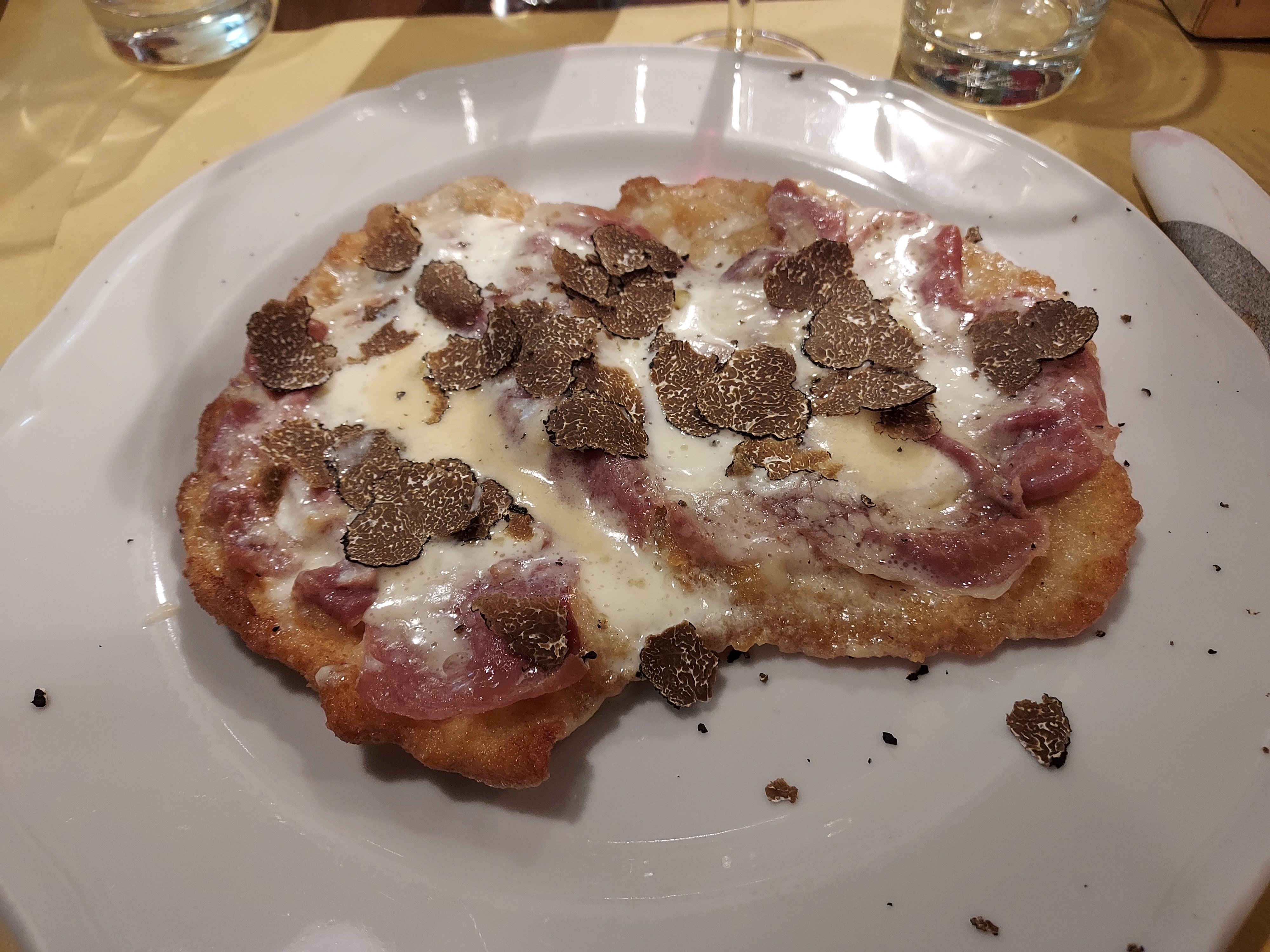
コトレッタ・アッラ・ボロネーゼとタルトゥフォ

### 代表的なパスタ料理
- トルテリーニ - 正方形の卵を練り込んだパスタ生地にチーズを詰め、肉を煮出して作った濃厚なスープに入れて食べる料理[2]。
- タリアテッレ - 卵を練り込んだ長くて平べったいリボン状のパスタで、ボロネーゼソースと和えて供される[2]。
- ラザニア・アッラ・ボロネーゼ - ベシャメルソースを結合剤として使用しているのが特徴のラザニア[6]。
- カペレッティ（イタリア語版） - つばのある帽子に形が似ている詰め物パスタ[6]。詰める具材は、町によって異なる[6]。
- パッサテッリ - 古くなったパンのパン粉やチーズ、卵、スパイスといった「台所の残り物」をすべて手で混ぜて作るパスタ[6]。細長い糸状に成形したパスタを鶏肉や野菜を煮込んで作った出汁に入れて茹でる[6]。

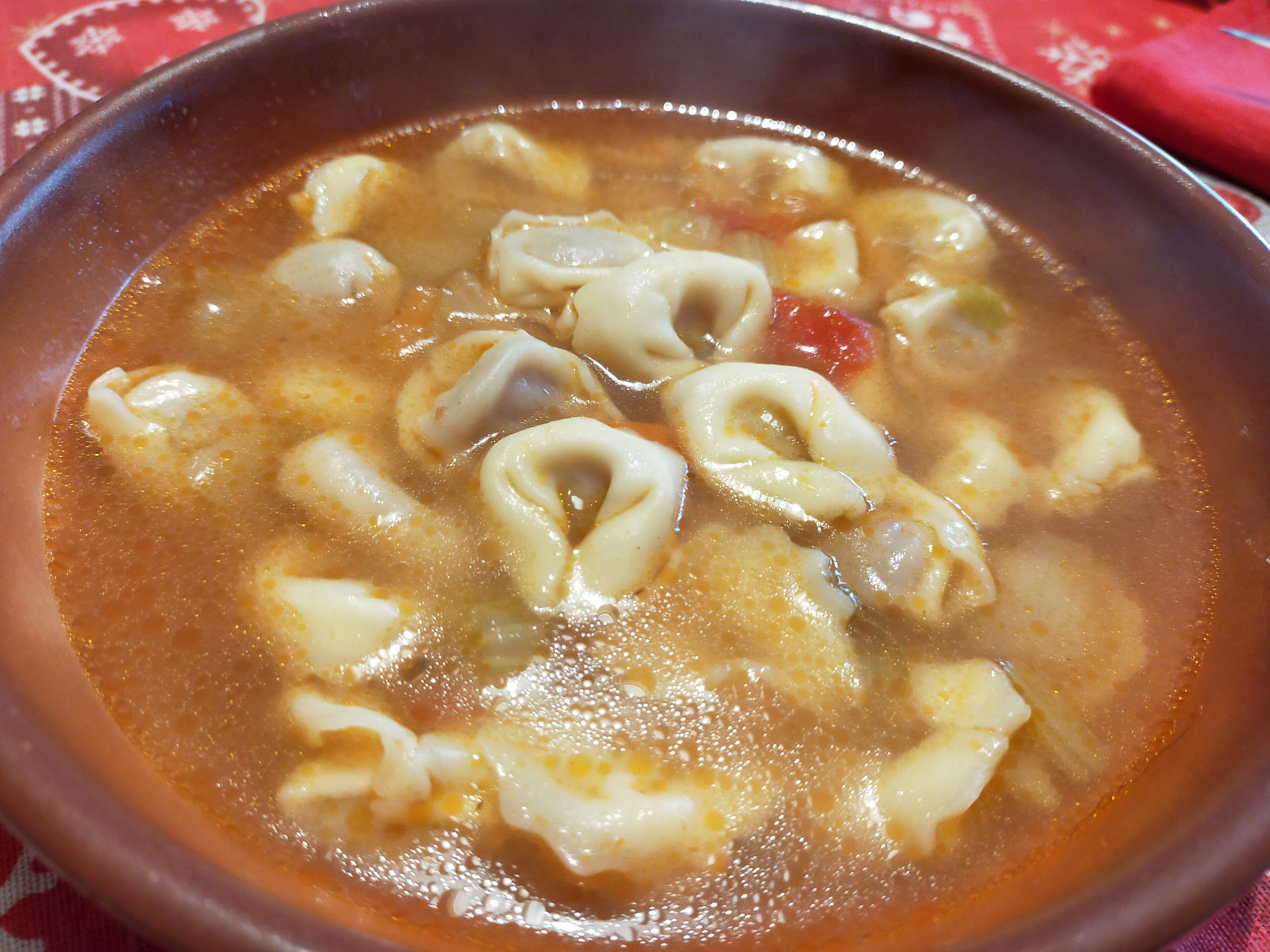
トルテリーニ
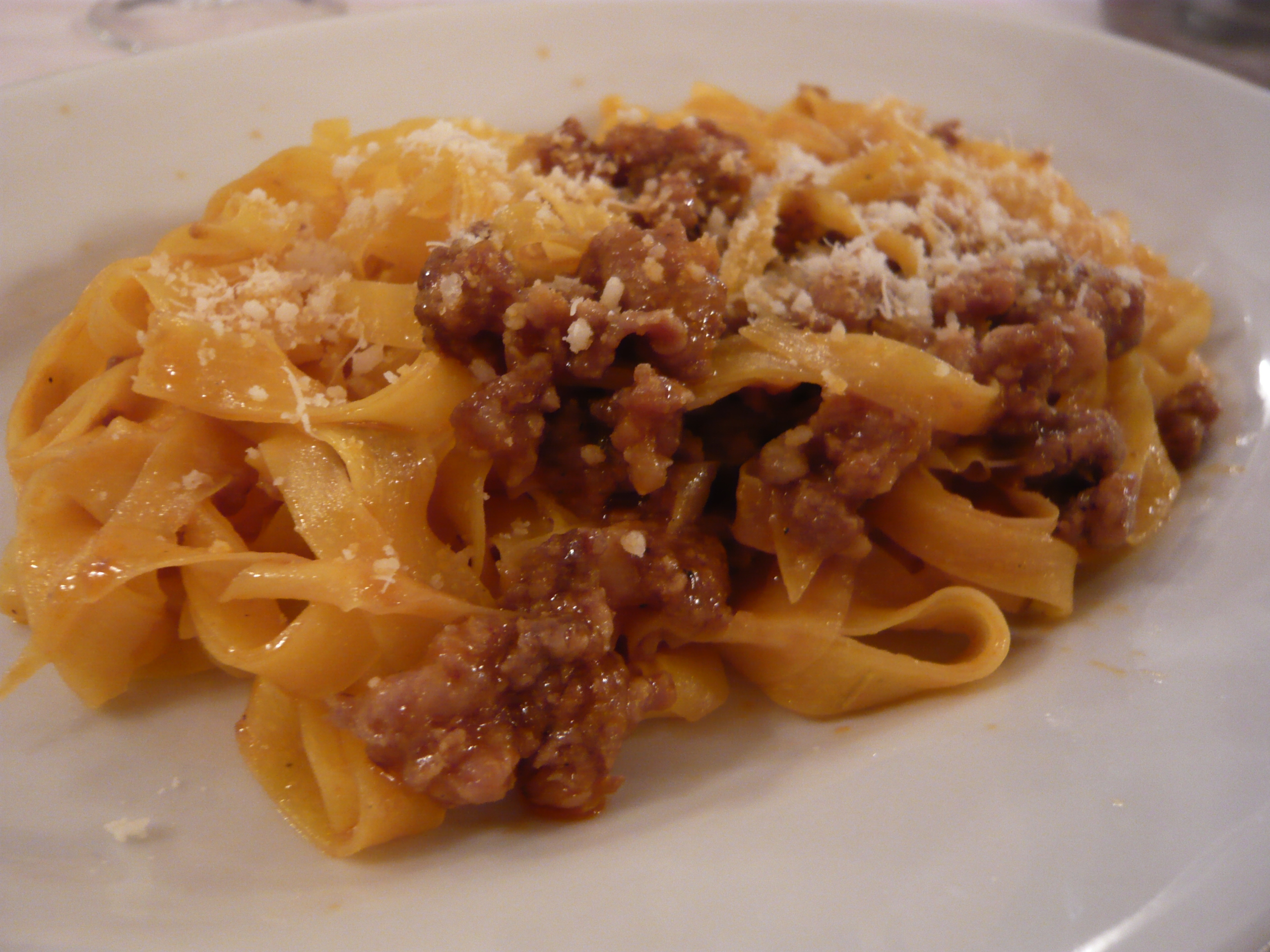
タリアテッレ・ラグー・ポロネーゼ
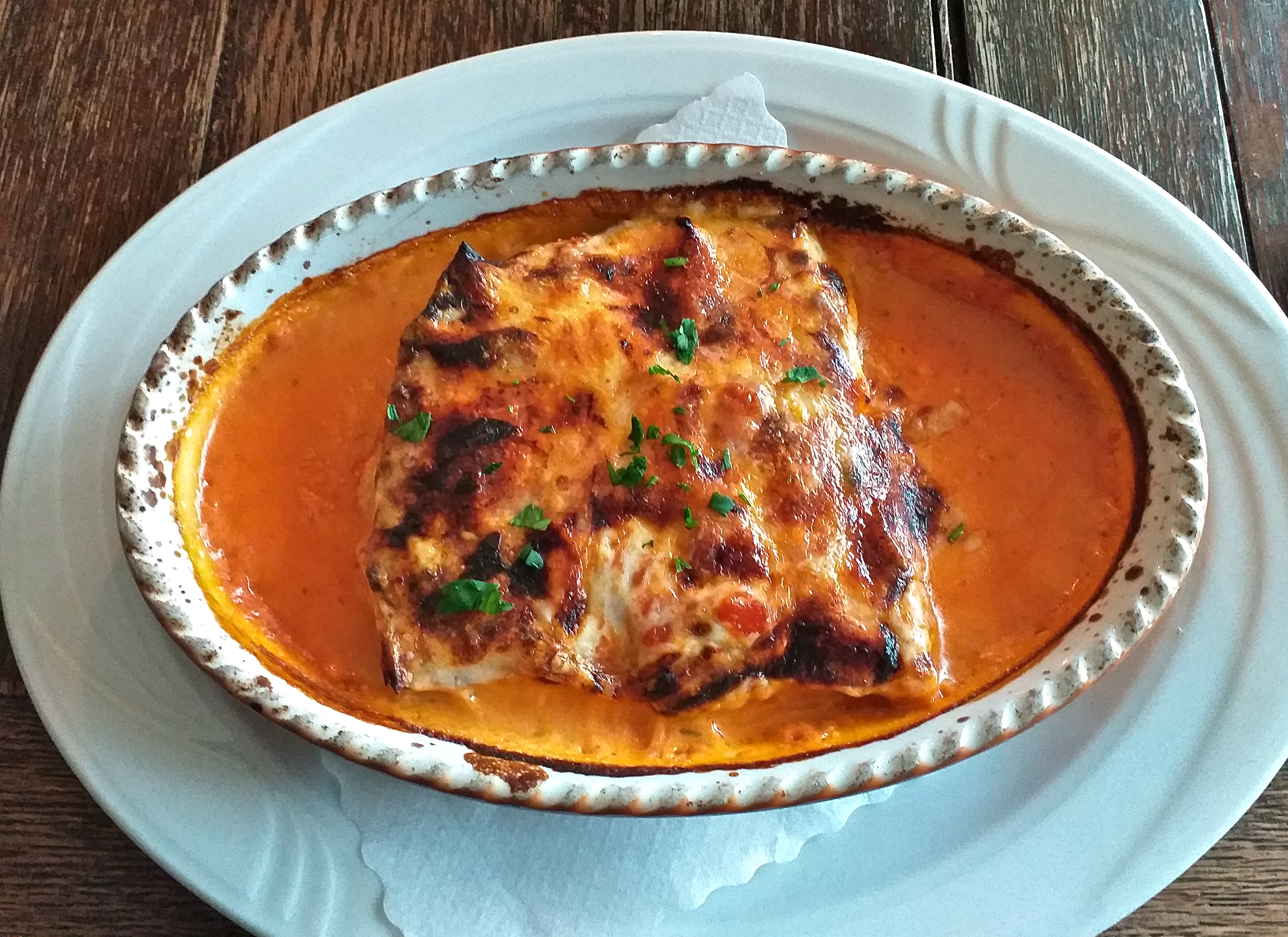
ラザニア・アッラ・ボロネーゼ
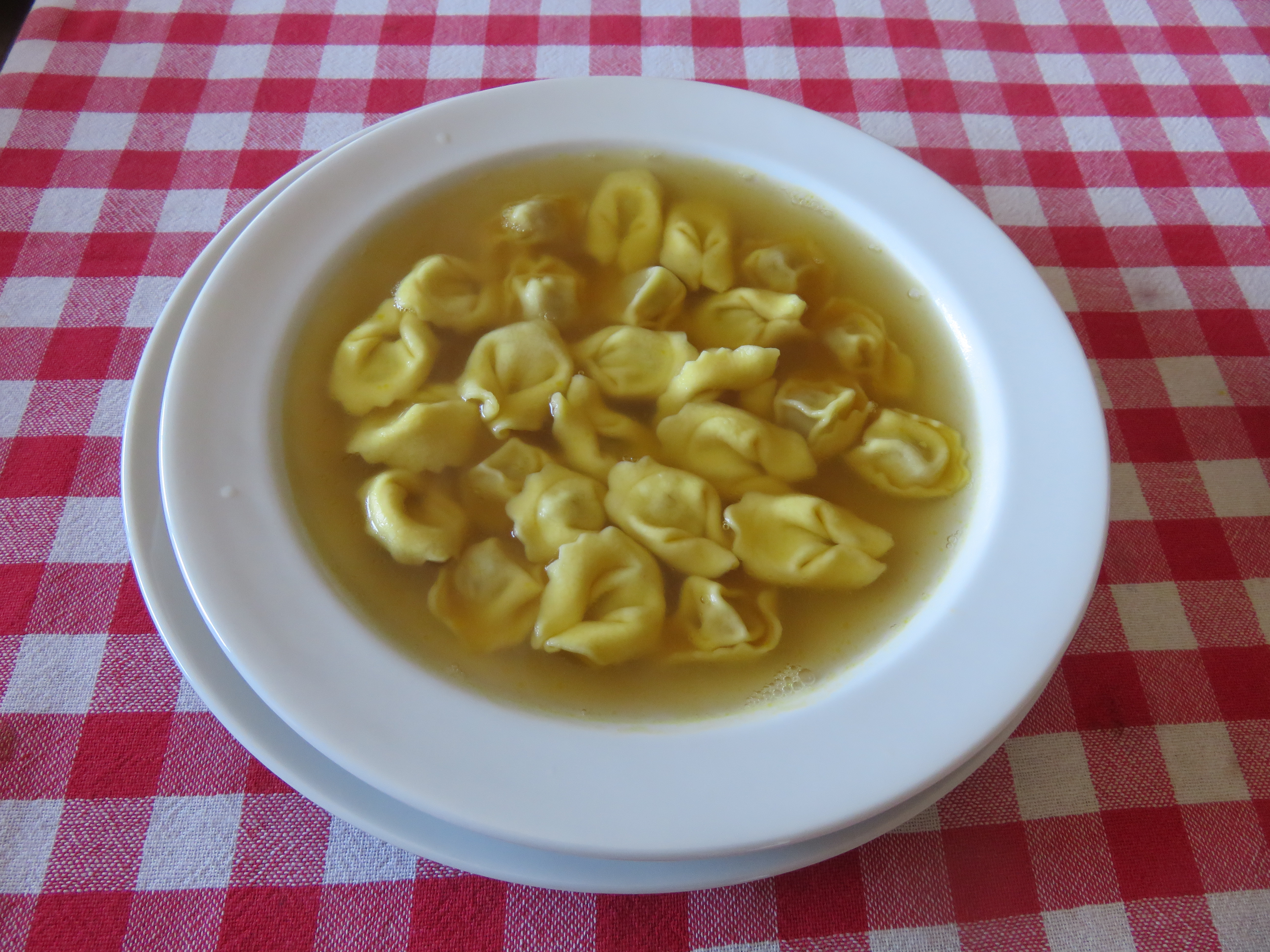
カペレッティ
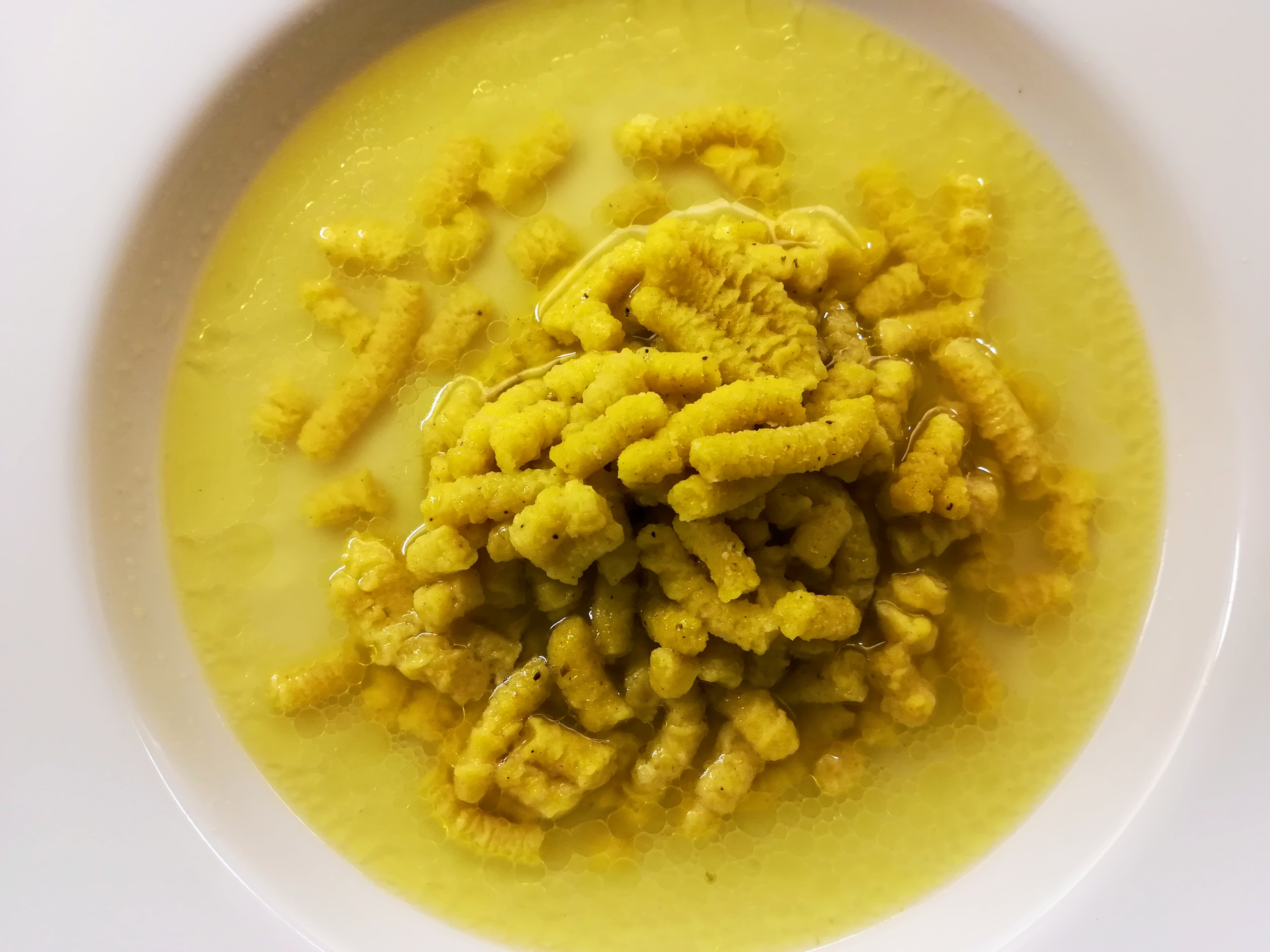
パッサテッリ

## エミリア＝ロマーニャ州のワイン

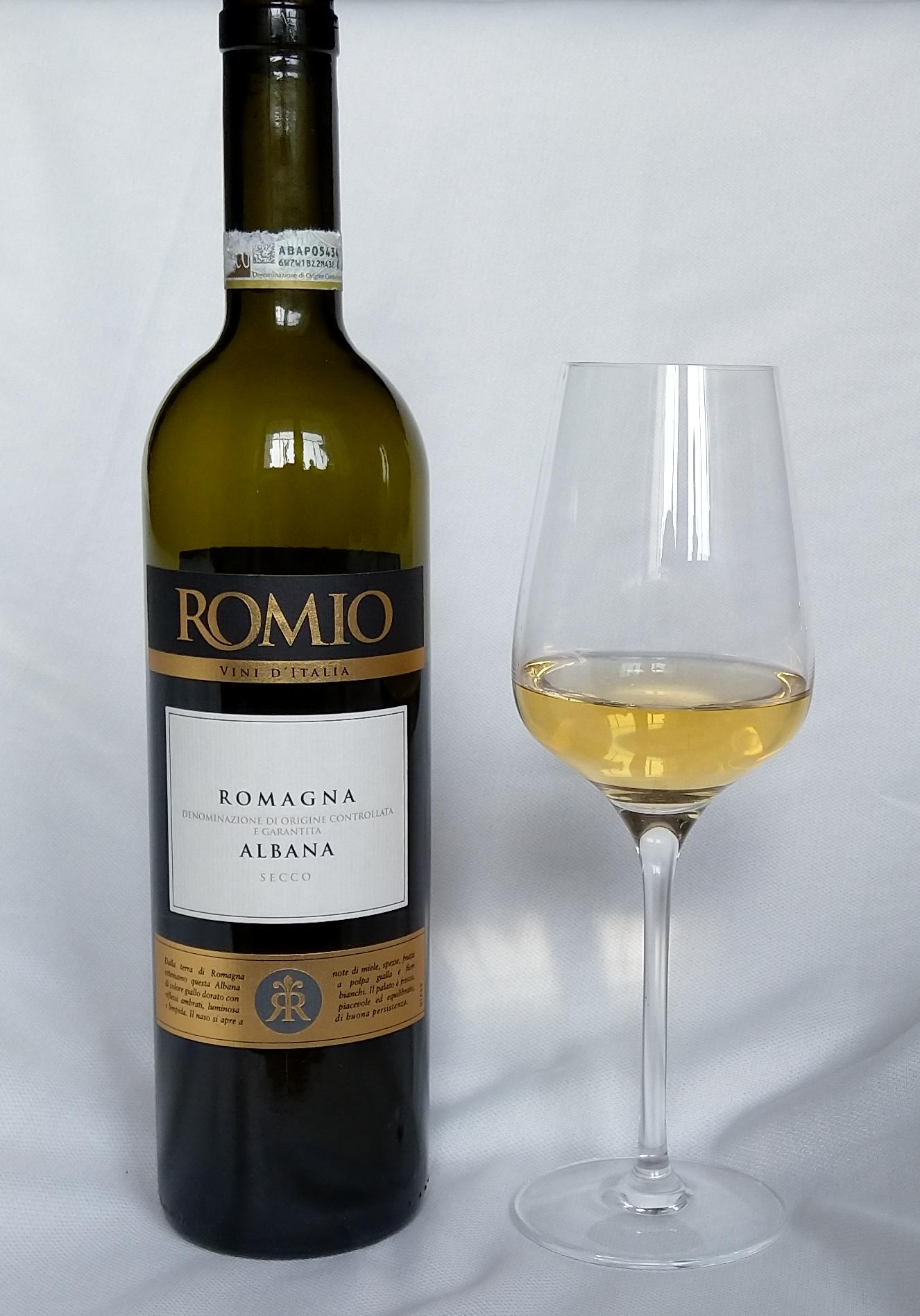
ロマーニャ・アルバーナ

微発泡ワインであるランブルスコが有名で、州の名産でもあるパルマの生ハムとの相性が良いとされる。
白ワインではDOCGにも認定されているロマーニャ・アルバーナが知られる。